# Jaświły (gemeente)

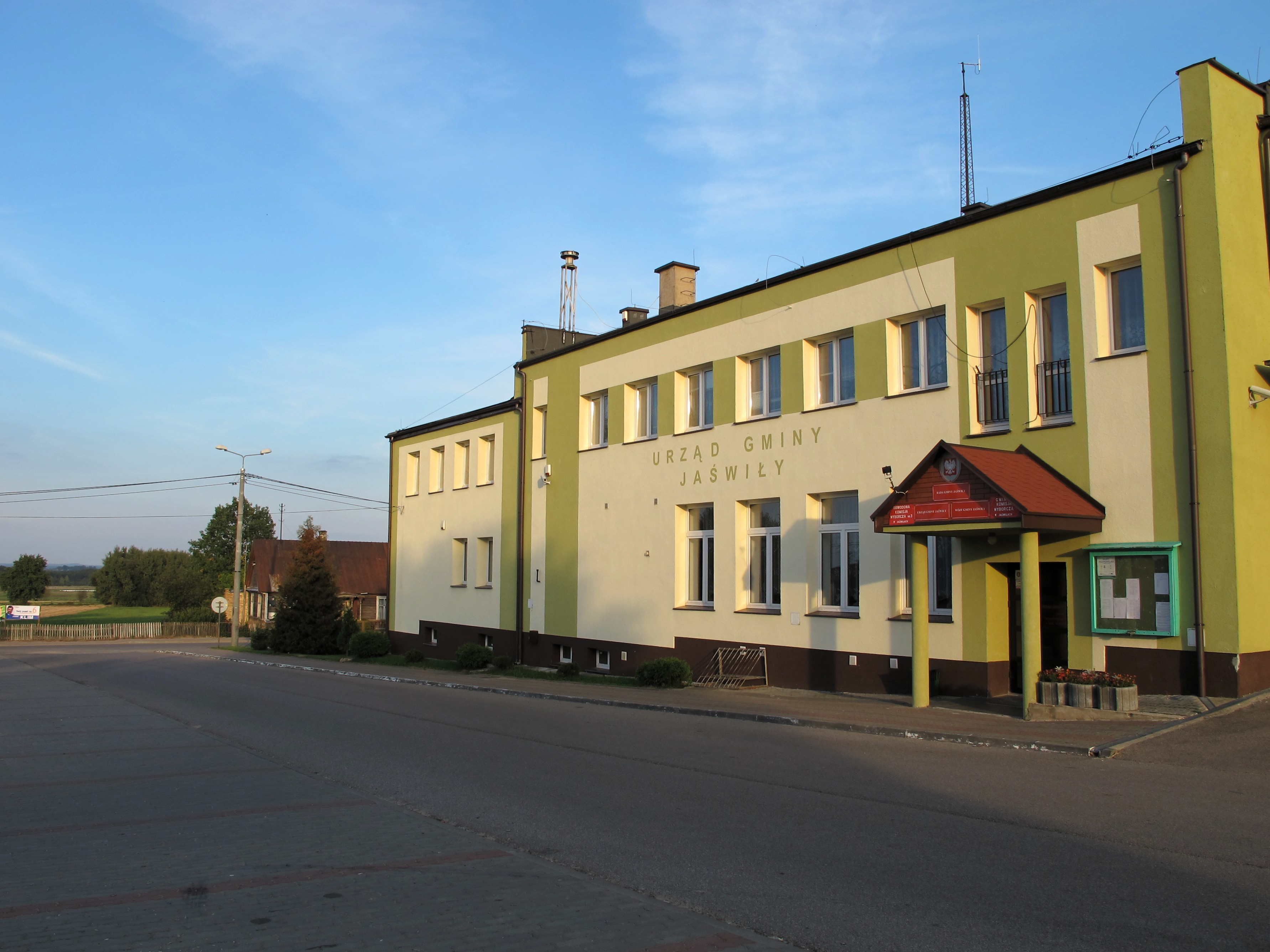
Gemeentehuis

De gemeente Jaświły is een landgemeente in het Poolse woiwodschap Podlachië, in powiat Moniecki.
De zetel van de gemeente is in Jaświły.
Op 30 juni 2004 telde de gemeente 5485 inwoners.

## Oppervlakte gegevens
In 2002 bedroeg de totale oppervlakte van gemeente Jaświły 175,41 km², waarvan:
- agrarisch gebied: 86%
- bossen: 8%

De gemeente beslaat 12,69% van de totale oppervlakte van de powiat.

## Demografie
Stand op 30 juni 2004:
| Omschrijving                   | Totaal | Totaal | Vrouwen | Vrouwen | Mannen | Mannen |
| ------------------------------ | ------ | ------ | ------- | ------- | ------ | ------ |
| eenheid                        | aantal | %      | aantal  | %       | aantal | %      |
| inwoners                       | 5485   | 100    | 2643    | 48,2    | 2842   | 51,8   |
| bevolkingsdichtheid (inw./km²) | 31,3   | 31,3   | 15,1    | 15,1    | 16,2   | 16,2   |

In 2002 bedroeg het gemiddelde inkomen per inwoner 1231,22 zł.

## Plaatsen
Bagno, Bobrówka, Brzozowa, Dzięciołowo, Gurbicze, Jadeszki, Jaświłki, Jaświły, Mikicin, Mociesze, Moniuszki, Nowe Dolistowo, Radzie, Romejki, Rutkowskie Duże, Rutkowskie Małe, Stare Dolistowo, Starowola, Stożnowo, Szaciły, Szpakowo, Zabiele.

## Aangrenzende gemeenten
Goniądz, Jasionówka, Korycin, Mońki, Suchowola, Sztabin